# Басконія (футбольний клуб)
«Басконія» (баск. Baskonia KK, (ісп. CD Basconia) — баскський іспанський футбольний клуб з міста Басаурі, в провінції Біскайя. Клуб заснований в 1913 році, домашні матчі проводить на стадіоні «Лопес Кортасар», який вміщає 8 500 глядачів. У Прімері команда ніколи не виступала, найкращим результатом є 5-е місце в Сегунді в сезоні 1958/59. З 1997 року нарівні з «Більбао Атлетіком» є резервною командою «Атлетіка». 

## Досягнення
- Терсера
  - Переможець (5): 1956/57, 1984/85, 1997/98, 2002/03, 2024/25

## Відомі тренери
- Хав'єр Клементе

## Відомі гравці
- Фернандо Льоренте
- Унай Еспосіто